# Dealurile Tigheciului
Dealurile Tigheciului är kullar i Moldavien. De ligger i distriktet Cantemir, i den södra delen av landet. Sydöst om kullarna finns skog och på nordvästra sidan jordbruksmark.